# Меделин (река)
Вижте пояснителната страница за други значения на Меделин.
Меделеин (на испански: Rio Medellín) е река, която тече през град Меделин в Колумбия.
Дължината на реката е 100 km. Близо до град Меделин има язовирна стена, а до 2010 трябва да бъде конструирана и Водноелектрическа централа, която ще бъде построена със заем от САЩ на стойност 200 млн. долара.
Поради замърсяване, организация наречена Mi Rio (Моя река) е работила по почистването на реката няколко години.